# Diócesis de Parañaque
La diócesis de Parañaque (en latín: Dioecesis Imusensis, en inglés: Roman Catholic Diocese of Parañaque y en tagalo: Diyosesis ng Parañaque) es una circunscripción eclesiástica de la Iglesia católica en Filipinas. Se trata de una diócesis latina, sufragánea de la arquidiócesis de Manila, que tiene al obispo Jesse Eugenio Mercado como su ordinario desde el 7 de diciembre de 2002.

## Territorio y organización
La diócesis tiene 127 km² y extiende su jurisdicción sobre los fieles católicos de rito latino residentes en la región de la Capital Nacional en las ciudades de Parañaque, Las Piñas y Muntinlupa. 
La sede de la diócesis se encuentra en la ciudad de Parañaque, en donde se halla la Catedral de San Andrés.
En 2019 en la diócesis existían 50 parroquias.

## Historia
La diócesis fue erigida el 7 de diciembre de 2002 con la bula Ad efficacius providendum del papa Juan Pablo II, obteniendo el territorio de la arquidiócesis de Manila.

## Estadísticas
De acuerdo al Anuario Pontificio 2020 la diócesis tenía a fines de 2019 un total de 1 476 597 fieles bautizados.
| Año                                                                             | Población            | Población | Población      | Sacerdotes | Sacerdotes    | Sacerdotes    | Bautizados por sacerdote | Diáconos permanentes | Religiosos | Religiosos | Parroquias |
| Año                                                                             | Bautizados católicos | Total     | % de católicos | Total      | Clero secular | Clero regular | Bautizados por sacerdote | Diáconos permanentes | Varones    | Mujeres    | Parroquias |
| ------------------------------------------------------------------------------- | -------------------- | --------- | -------------- | ---------- | ------------- | ------------- | ------------------------ | -------------------- | ---------- | ---------- | ---------- |
| 2002                                                                            | 1 269 122            | 1 381 000 | 91.9           | 133        | 46            | 87            | 9542                     |                      |            | 61         | 48         |
| 2003                                                                            | 1 256 710            | 1 381 000 | 91.0           | 126        | 39            | 87            | 9973                     |                      | 87         | 61         | 49         |
| 2004                                                                            | 1 269 122            | 1 381 000 | 91.9           | 185        | 40            | 145           | 6860                     |                      | 390        | 677        | 47         |
| 2013                                                                            | 1 306 854            | 1 633 064 | 80.0           | 168        | 76            | 92            | 7778                     |                      | 289        | 1233       | 50         |
| 2016                                                                            | 1 397 191            | 1 743 970 | 80.1           | 180        | 67            | 113           | 7762                     |                      | 294        | 636        | 50         |
| 2019                                                                            | 1 476 597            | 1 857 355 | 79.5           | 647        | 69            | 578           | 2282                     | 23                   | 925        | 621        | 50         |
| Fuente: Catholic-Hierarchy, que a su vez toma los datos del Anuario Pontificio. |                      |           |                |            |               |               |                          |                      |            |            |            |

## Episcopologio
- Jesse Eugenio Mercado, desde el 7 de diciembre de 2002